# 68-я гвардейская стрелковая дивизия
68-я гвардейская стрелковая Проскуровская Краснознамённая дивизия — воинское соединение РККА, принимавшее участие в Великой Отечественной войне в составе 1-й гвардейской армии, 4-й гвардейской армии, 24-й армии, 26-й армии, 38-я армии, 40-й армии, 46-й армии, 60-й армии, 64-й армии.

## Награды и почётные наименования
- почётное звание «Гвардейская» — присвоено приказом Народного комиссара обороны СССР за проявленную отвагу в боях за Отечество с немецкими захватчиками, за стойкость, мужество, дисциплину и организованность, за героизм личного состава.
- 3 апреля 1944 года — почётное наименование «Проскуровская» — присвоено приказом Верховного Главнокомандующего № 078 от 3 апреля 1944 года в ознаменование одержанной победы и отличие в боях за освобождение города Проскуров.
- 10 августа 1944 года —  Орден Красного Знамени — награждена Указом Президиума Верховного Совета СССР от 10 августа 1944 года за образцовое выполнение заданий командования в боях с немецкими захватчиками, за овладение городом Львов и проявленные при этом доблесть и мужество.[1]

Награды частей дивизии:
- 198 -й гвардейский стрелковый Будапештский[2] полк
- 200-й гвардейский стрелковый ордена Кутузова[3] полк
- 202-й гвардейский стрелковый ордена Кутузова[3] полк
- 136-й гвардейский артиллерийский Будапештский[2] полк

## Состав
Новая нумерация частям дивизии присвоена 19 марта 1943 года.
- 198 -й гвардейский стрелковый Будапештский[2] полк
- 200-й гвардейский стрелковый полк
- 202-й гвардейский стрелковый полк
- 136-й гвардейский артиллерийский полк
- 72-й отдельный гвардейский самоходный артиллерийский дивизион (72-й отдельный гвардейский истребительно-противотанковый дивизион
- 503-я отдельная гвардейская зенитная батарея (до 20 апреля 1943 года)
- 70-я отдельная гвардейская разведывательная рота
- 78-й отдельный гвардейский сапёрный батальон
- 98-й отдельный гвардейский батальон связи (до 2.декабря 1944 года — 98-я отдельная гвардейская рота связи)
- 578-й (75-й) отдельный медико-санитарный батальон
- 71-я отдельная гвардейская рота химической защиты
- 715-я (74-я) автотранспортная рота
- 653-я (67-я) полевая хлебопекарня
- 664-й (69-й) дивизионный ветеринарный лазарет
- 1871-я полевая почтовая станция
- 1190 -я полевая касса Государственного банка СССР

Перечень № 5 Стрелковых, горнострелковых, мотострелковых и моторизованных дивизий, входивших в состав действующей армии в годы Великой Отечественной войны 1941—1945 гг. / А. П. Покровский. — М.: Министерство обороны, 1956. — 218 с.

## Периоды вхождения в состав Действующей армии
- 6 февраля 1943 года — 19 февраля 1943 года
- 18 июля 1943 года — 22 июля 1943 года
- 13 августа 1943 года — 4 сентября 1944 года
- 27 октября 1944 года — 9 мая 1945 года

Перечень № 5 Стрелковых, горнострелковых, мотострелковых и моторизованных дивизий, входивших в состав действующей армии в годы Великой Отечественной войны 1941—1945 гг. / А. П. Покровский. — М.: Министерство обороны, 1956. — 218 с.

## Подчинение
| Дата             | Фронт (округ)                                | Армия                       | Корпус                             | Примечания            |
| ---------------- | -------------------------------------------- | --------------------------- | ---------------------------------- | --------------------- |
| 06.02.1943 года  | Донской фронт                                | 64-я армия                  | 7-й стрелковый корпус              | -                     |
| 01.03.1943 года  | Резерв Ставки Верховного Главнокомандования  | Сталинградская группа войск | -                                  | -                     |
| 01.04.1943 года  | Резерв Ставки Верховного Главнокомандования  | 24-я армия                  | -                                  | -                     |
| 01.05.1943 года  | Резерв Ставки Верховного Главнокомандования  | 24-я армия                  | 21-й гвардейский стрелковый корпус | Степной военный округ |
| 01.06. 1943 года | Резерв Ставки Верховного Главнокомандования  | 4-я гвардейская армия       | 21-й гвардейский стрелковый корпус | Степной военный округ |
| 01.07. 1943 года | Резерв Ставки Верховного Главнокомандования  | 4-я гвардейская армия       | 21-й гвардейский стрелковый корпус | Степной военный округ |
| 01.08.1943 года  | Резерв Ставки Верховного Главнокомандования  | 4-я гвардейская армия       | 21-й гвардейский стрелковый корпус | Степной военный округ |
| 01.09.1943 года  | Воронежский фронт                            | 4-я гвардейская армия       | 21-й гвардейский стрелковый корпус | -                     |
| 01.10.1943 года  | Воронежский фронт                            | 40-я армия                  | 52-й стрелковый корпус             | -                     |
| 01.11.1943 года  | 1-й Украинский фронт                         | 40-я армия                  | 52-й стрелковый корпус             | -                     |
| 01.12.1943 года  | 1-й Украинский фронт                         | 38-я армия                  | 17-й гвардейский стрелковый корпус | -                     |
| 01.01.1944 года  | 1-й Украинский фронт                         | 38-я армия                  | 17-й гвардейский стрелковый корпус | -                     |
| 01.02.1944 года  | 1-й Украинский фронт                         | 38-я армия                  | 17-й гвардейский стрелковый корпус | -                     |
| 01.03.1944 года  | 1-й Украинский фронт                         | 1-я гвардейская армия       | 17-й гвардейский стрелковый корпус | -                     |
| 01.04.1944 года  | 1-й Украинский фронт                         | 1-я гвардейская армия       | 47-й стрелковый корпус             | -                     |
| 01.05.1944 года  | 1-й Украинский фронт                         | 60-я армия                  | 22-й стрелковый корпус             | -                     |
| 01.06.1944 года  | 1-й Украинский фронт                         | 60-я армия                  | 23-й стрелковый корпус             | -                     |
| 01.07.1944 года  | 1-й Украинский фронт                         | 60-я армия                  | 23-й стрелковый корпус             | -                     |
| 01.08.1944 года  | 1-й Украинский фронт                         | 60-я армия                  | 23-й стрелковый корпус             | -                     |
| 01.09.1944 года  | 1-й Украинский фронт                         | 60-я армия                  | 23-й стрелковый корпус             | -                     |
| 01.10.1944 года  | Резерв Ставки Верховного Главнокомандованния | 6-я армия                   | 23-й стрелковый корпус             | -                     |
| 01.11.1944 года  | 2-й Украинский фронт                         | -                           | 23-й стрелковый корпус             | -                     |
| 01.12.1944 года  | 2-й Украинский фронт                         | 46-я армия                  | 23-й стрелковый корпус             | -                     |
| 01.01.1945 года  | 2-й Украинский фронт                         | -                           | 18-й гвардейский стрелковый корпус | -                     |
| 01.02.1945 года  | 3-й Украинский фронт                         | 26-я армия                  | 30-й стрелковый корпус             | -                     |
| 01.03.1945 года  | 3-й Украинский фронт                         | 26-я армия                  | 30-й стрелковый корпус             | -                     |
| 01.04.1945 года  | 3-й Украинский фронт                         | 26-я армия                  | 30-й стрелковый корпус             | -                     |
| 01.05.1945 года  | 3-й Украинский фронт                         | 26-я армия                  | 30-й стрелковый корпус             | -                     |

## Командиры
- Исаков, Георгий Петрович (06.02.1943 — 23.10.1943), гвардии генерал-майор;
- Стенин, Владимир Филиппович (01.11.1943 — 31.08.1944), гвардии генерал-майор;
- Некрасов, Иван Михайлович (01.10.1944 — 31.05.1945), гвардии генерал-майор.

## Отличившиеся воины дивизии
Герои Советского Союза:
- Андрейко, Илья Степанович, гвардии старший лейтенант, командир роты 198-го гвардейского стрелкового полка. Указ Президиума Верховного Совета СССР от 23 октября 1943 года.
- Артемьев, Тимофей Никифорович, гвардии майор, командир 198-го гвардейского стрелкового полка. Указ Президиума Верховного Совета СССР от 23 октября 1943 года.
- Афанасьев, Александр Никифорович, гвардии сержант, командир пулемётного взвода 202-го гвардейского стрелкового полка. Указ Президиума Верховного Совета СССР от 13 ноября 1943 года.
- Блажкун, Андрей Фёдорович, гвардии красноармеец, стрелок 202-го гвардейского стрелкового полка. Указ Президиума Верховного Совета СССР от 24 марта 1945 года.
- Брякин, Павел Константинович, гвардии ефрейтор, наводчик 76-миллиметрового орудия 202-го гвардейского стрелкового полка. Указ Президиума Верховного Совета СССР от 10 января 1944 года.
- Бурак, Андрей Матвеевич, гвардии красноармеец, наводчик пулемёта 198-го гвардейского стрелкового полка. Указ Президиума Верховного Совета СССР от 13 ноября 1943 года.
- Буштрук, Даниил Иванович, гвардии подполковник, командир 200-го гвардейского стрелкового полка. Указ Президиума Верховного Совета СССР от 23 октября 1943 года.
- Витвинский, Валентин Фёдорович, гвардии старший сержант, командир орудия 202-го гвардейского стрелкового полка. Указ Президиума Верховного Совета СССР от 13 ноября 1943 года.
- Гарнизов, Михаил Тихонович, гвардии сержант, помощник наводчика пулемёта 200-го гвардейского стрелкового полка. Указ Президиума Верховного Совета СССР от 10 января 1944 года.
- Ермоленко, Пантелей Игнатьевич, гвардии сержант, командир орудия 198-го гвардейского стрелкового полка. Указ Президиума Верховного Совета СССР от 13 ноября 1943 года.
- Ерышев, Василий Николаевич, гвардии старший сержант, командир орудия 198-го гвардейского стрелкового полка. Указ Президиума Верховного Совета СССР от 13 ноября 1943 года.
- Закутенко, Николай Фёдорович, гвардии старший лейтенант, командир роты 198-го гвардейского стрелкового полка. Указ Президиума Верховного Совета СССР от 23 октября 1943 года.
- Захаров, Алексей Архипович, гвардии красноармеец, сапёр 78-го гвардейского отдельного сапёрного батальона. Указ Президиума Верховного Совета СССР от 10 января 1944 года.
- Зверев, Валентин Павлович, гвардии лейтенант, командир взвода разведки 200-го гвардейского стрелкового полка. Указ Президиума Верховного Совета СССР от 10 января 1944 года.
- Зелепукин, Иван Григорьевич, гвардии сержант, командир отделения миномётной роты 202-го гвардейского стрелкового полка. Указ Президиума Верховного Совета СССР от 10 января 1944 года.
- Зиновьев. Иван Алексеевич, гвардии сержант, командир отделения 198-го гвардейского стрелкового полка. Указ Президиума Верховного Совета СССР от 13 ноября 1943 года.
- Иванов, Михаил Иванович, гвардии подполковник, командир 136-го гвардейского артиллерийского полка. Указ Президиума Верховного Совета СССР от 24 декабря 1943 года.
- Исаков, Георгий Петрович, гвардии генерал-майор, командир дивизии. Указ Президиума Верховного Совета СССР от 23 октября 1943 года.
- Карташов, Алексей Александрович, гвардии красноармеец, связист роты связи 202-го гвардейского стрелкового полка. Указ Президиума Верховного Совета СССР от 23 октября 1943 года.
- Каулько, Иван Демидович, гвардии капитан, начальник артиллерии 198-го гвардейского стрелкового полка. Указ Президиума Верховного Совета СССР от 24 декабря 1943 года.
- Козырев, Сергей Фёдорович, гвардии младший лейтенант, командир пулемётного взвода 198-го гвардейского стрелкового полка. Указ Президиума Верховного Совета СССР от 23 октября 1943 года.
- Люткевич, Владислав Вацлавович, гвардии сержант, командир пулемётного расчёта 198-го гвардейского стрелкового полка. Указ Президиума Верховного Совета СССР от 23 октября 1943 года.
- Перевозченко, Николай Иванович, гвардии лейтенант, командир батареи 136-го гвардейского артиллерийского полка. Указ Президиума Верховного Совета СССР от 13 ноября 1943 года.
- Пестряков, Василий Алексеевич, гвардии капитан, командир батальона 200-го гвардейского стрелкового полка. Указ Президиума Верховного Совета СССР от 13 ноября 1943 года.
- Попов, Николай Ильич, гвардии сержант, командир расчёта противотанкового ружья роты противотанковых ружей 202-го гвардейского стрелкового полка. Указ Президиума Верховного Совета СССР от 10 января 1944 года. Награждён посмертно.
- Рудаков, Николай Яковлевич, гвардии майор, командир 202-го гвардейского стрелкового полка. Указ Президиума Верховного Совета СССР от 23 октября 1943 года.
- Рузняев, Алексей Николаевич, гвардии капитан, командир батальона 200-го гвардейского стрелкового полка. Указ Президиума Верховного Совета СССР от 13 ноября 1943 года.
- Рябов, Василий Терентьевич, гвардии младший сержант, командир отделения 78-го гвардейского отдельного сапёрного батальона. Указ Президиума Верховного Совета СССР от 23 октября 1943 года.
- Спицын, Спиридон Матвеевич, гвардии лейтенант, командир взвода противотанковых ружей 198-го гвардейского стрелкового полка. Указ Президиума Верховного Совета СССР от 13 ноября 1943 года. Награждён посмертно.
- Сыч, Владимир Васильевич, гвардии сержант, пулемётчик 200-го гвардейского стрелкового полка. Указ Президиума Верховного Совета СССР от 10 января 1944 года.
- Уватов, Алексей Никитович, гвардии младший лейтенант, командир взвода 202-го гвардейского стрелкового полка. Указ Президиума Верховного Совета СССР от 13 ноября 1943 года.
- Ферапонтов, Владимир Петрович, гвардии старший сержант, командир пулемётного расчёта 202-го гвардейского стрелкового полка. Указ Президиума Верховного Совета СССР от 13 ноября 1943 года.
- Филатов, Вячеслав Иванович, гвардии лейтенант, командир огневого взвода 136-го гвардейского артиллерийского полка. Указ Президиума Верховного Совета СССР от 13 ноября 1943 года.
- Цивчинский, Виктор Гаврилович, гвардии подполковник, командующий артиллерией дивизии. Указ Президиума Верховного Совета СССР от 24 марта 1945 года.
- Черничков, Николай Иванович, гвардии капитан, командир дивизиона 136-го гвардейского артиллерийского полка. Указ Президиума Верховного Совета СССР от 29 декабря 1943 года.
- Черных, Николай Андреевич, гвардии сержант, пулемётчик 198-го гвардейского стрелкового полка. Указ Президиума Верховного Совета СССР от 13 ноября 1943 года.
- Шевченко, Борис Демидович, гвардии полковник, начальник штаба дивизии.
- Шишкин, Александр Иванович, гвардии лейтенант, командир роты 202-го гвардейского стрелкового полка.

 Кавалеры ордена Славы трёх степеней:
- Витомский, Фёдор Альбинович, гвардии старший сержант, командир миномётного расчёта 2 батальона 198-го гвардейского стрелкового полка. Перенаграждён Указом Президиума Верховного Совета СССР от 7 мая 1974 года.
- Ганноченко, Степан Афанасьевич, гвардии старшина, командир отделения сапёрного взвода 200-го гвардейского стрелкового полка. Перенаграждён указом Президиума Верховного Совета СССР от 4 мая 1976 года.
- Мерзляков, Михаил Владимирович, гвардии сержант, командир отделения 200-го гвардейского стрелкового полка. Указ Президиума Верховного Совета СССР от 15 мая 1946 года.
- Скориков, Пётр Владимирович, гвардии старший сержант, командир отделения 78-го отдельного гвардейского сапёрного батальона. Перенаграждён указом Президиума Верховного Совета СССР от 23 марта 1963 года.
- Шемаров, Василий Михайлович, гвардии старший сержант, командир СУ-76 72-го отдельного гвардейского самоходного артиллерийского дивизиона. Перенаграждён указом Президиума Верховного Совета СССР от 31 марта 1956 года.